# Mills Valley
Das Mills Valley ist ein vereistes Tal im ostantarktischen Viktorialand. Auf der Ostseite der Pain Mesa in der Mesa Range liegt es zwischen dem Biretta Peak und den Diversion Hills.
Der United States Geological Survey kartierte es anhand eigener Vermessungen und Luftaufnahmen der United States Navy aus den Jahren von 1960 bis 1964. Das Advisory Committee on Antarctic Names benannte es 1969 nach Commander Norman J. Mills von den Reservestreitkräften der US Navy, Leiter der Abordnung Detachment A bei der Überwinterung auf der McMurdo-Station im Rahmen der Operation Deep Freeze des Jahres 1967.